# Lollands Sønder Herred
 Lollands Sønder Herred var et herred i Maribo Amt. Herredet hed oprindeligt Arninge Herred, men i 1300-tallet begyndte man at bruge det nuværende navn. Det hørte oprindeligt under Halsted Len, der i 1662 blev ændret til Halsted Amt (Halsted Klosters Amt), indtil det i 1803 blev en del af Maribo Amt.
Herredet var hårdt ramt i stormfloden 13. november 1872; 10 af herredets sogne blev mere eller mindre oversvømmet, og 25 mennesker mistede livet. Værst ramt var Kappel Sogn og Gloslunde Sogn.
I herredet ligger følgende sogne:
- Arninge Sogn
- Avnede Sogn
- Dannemare Sogn
- Gloslunde Sogn
- Græshave Sogn
- Gurreby Sogn
- Kappel Sogn
- Landet Sogn
- Ryde Sogn
- Skovlænge Sogn
- Stokkemarke Sogn
- Søllested Sogn
- Tillitse Sogn
- Vestenskov Sogn